# Национальный планетарий (Малайзия)
Национальный планетарий (малайск. Planetarium Negara) — планетарий, расположенный в Куала-Лумпуре (Малайзия). Здание планетария покрыто голубым куполом и расположено на вершине холма. Площадь экспозиции составляет около 11 тыс. м².

## История
Национальный планетарий был основан как Планетарный отдел в Департаменте премьер-министра в 1989 году. Строительство здания, называвшегося Национальный образовательный центр по космосу и науке, началось в 1990 году и было завершено в 1993 году, его стоимость составила 24 млн RM, из которых 5 млн RM было пожертвовано правительством Японии. Экспозиция отрылась для посещений в мае 1993 года. Официально планетарий был открыт премьер-министром Малайзии Махатхиром Мохамадом 7 февраля 1994 года. В июле 1995 года планетарий перешёл в управление к Министерству науки, технологий и окружающей среды.

## Экспозиция
Одной из главных достопримечательностей планетария является космический театр, где демонстрируются космические шоу и фильмы большого формата. В главном зале находятся постоянные экспозиции, связанные с космической наукой. Среди них космический двигатель ракеты-носителя Ариан-4, который использовался для запуска в космос первого малазийского спутника MEASAT 1. 
В башне обсерватории находится 360-мм телескоп. При планетарии находится тематический космический парк, где размещены копии древних обсерваторий. Он соединён надземным пешеходным мостом с Национальным музеем Малайзии.

## Галерея

Планетарий и парк
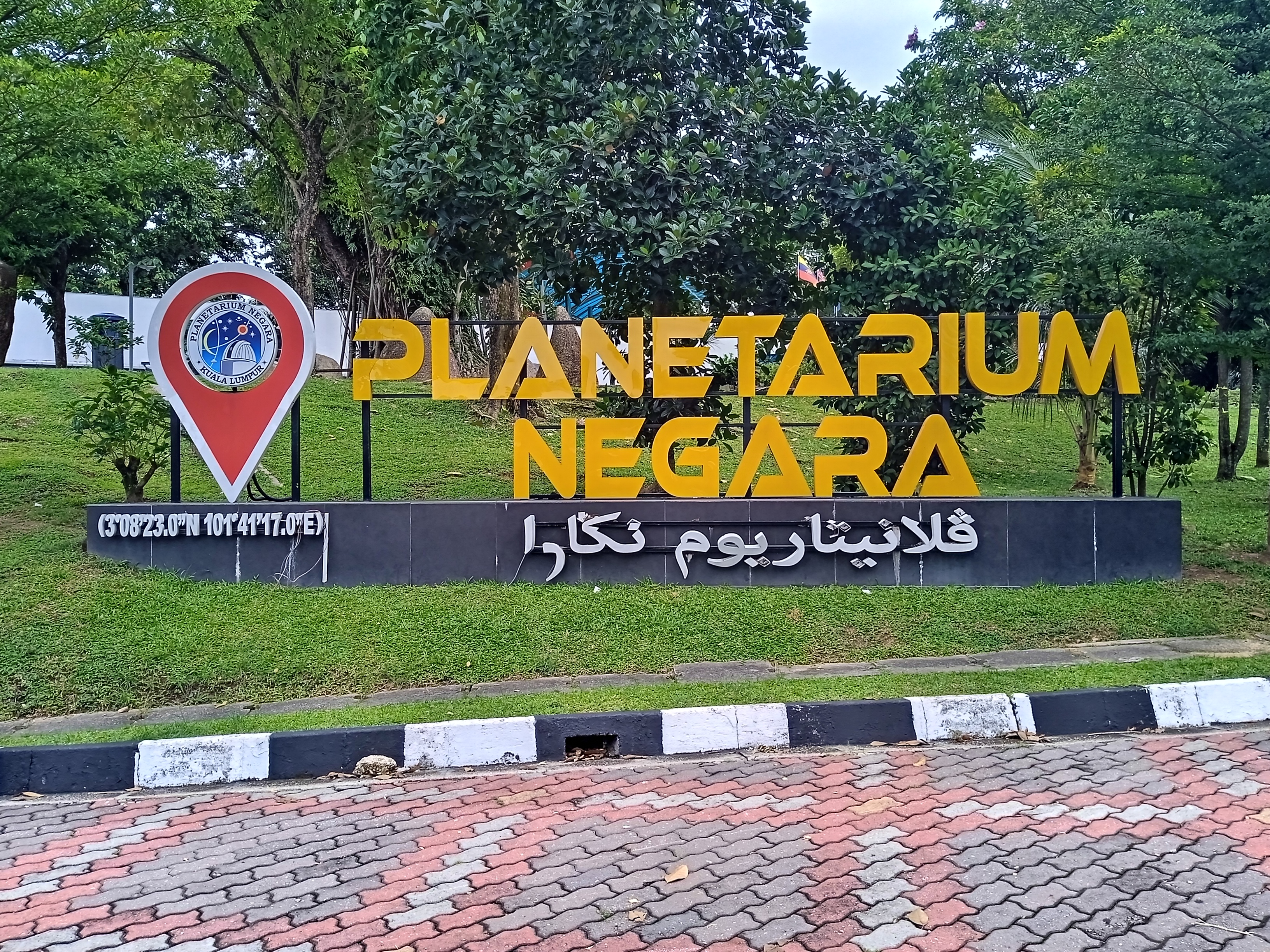
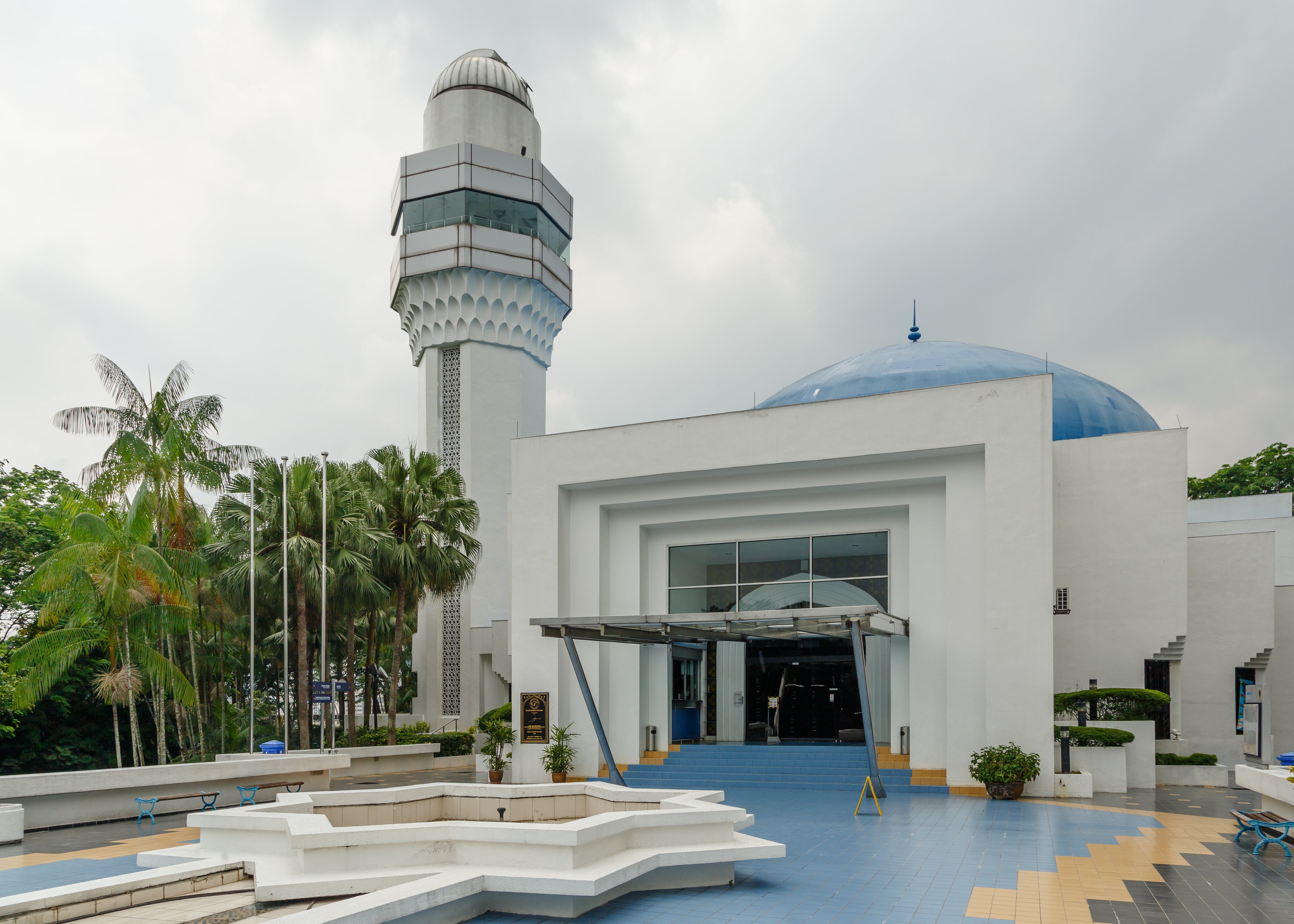
Планетарий и башня обсерватории
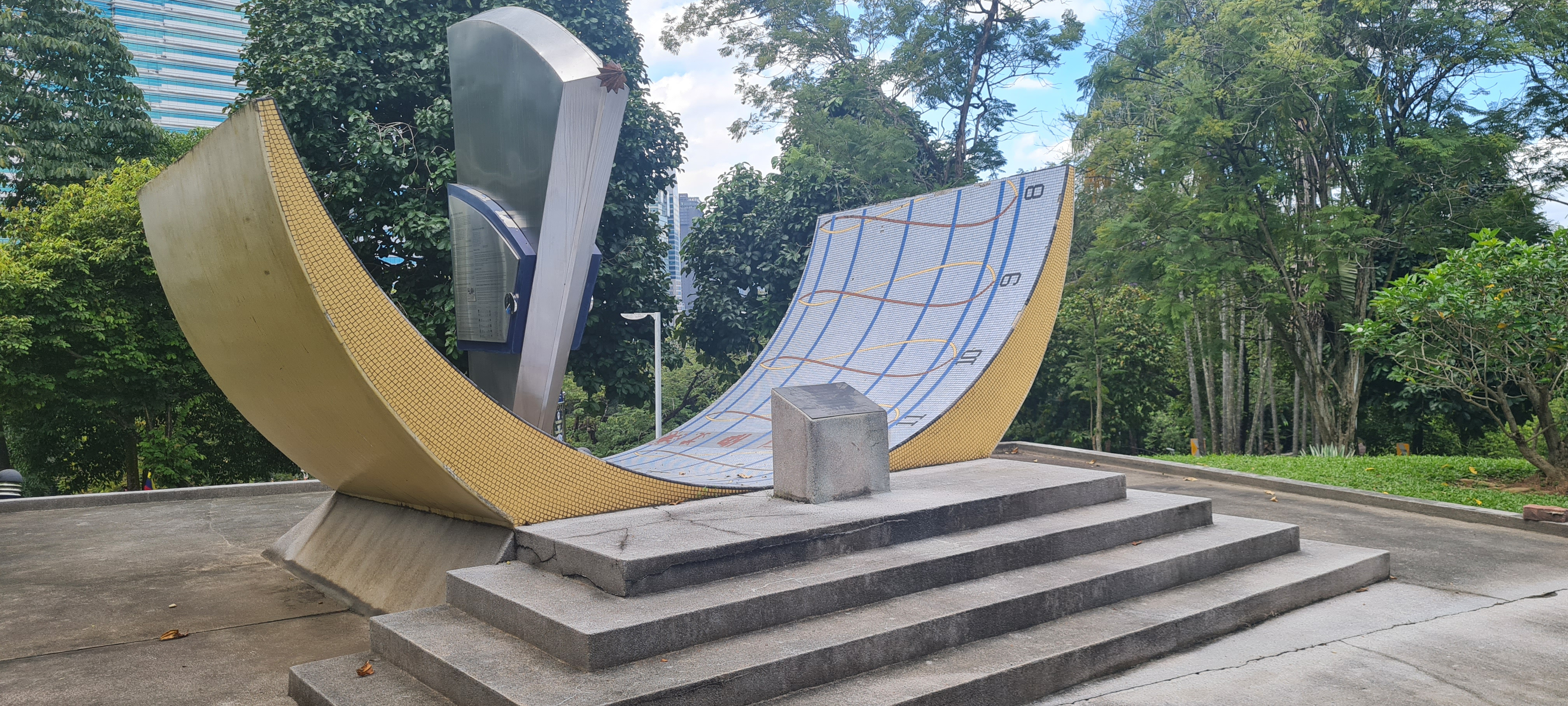
Солнечные часы Мердека (1957)
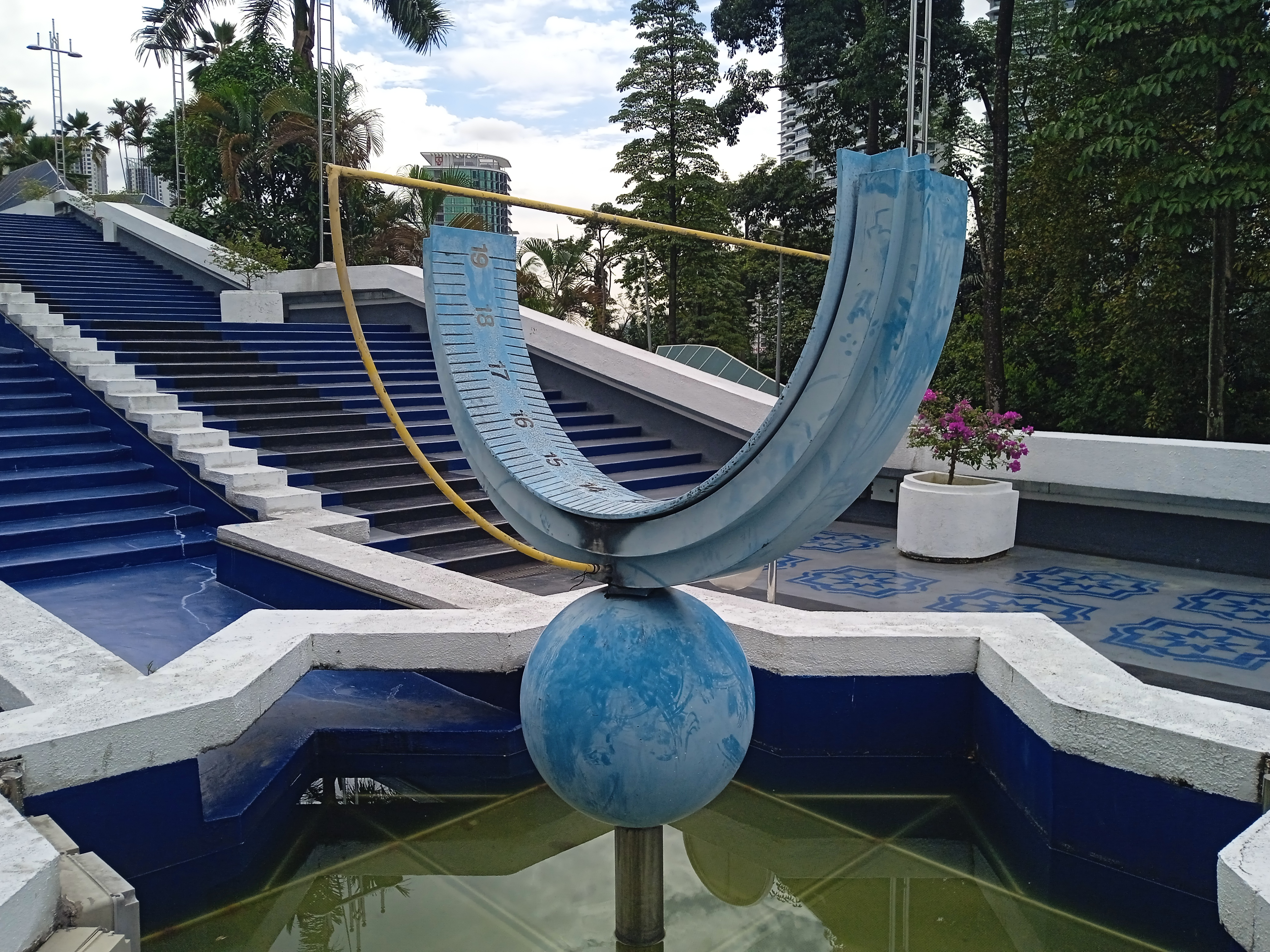
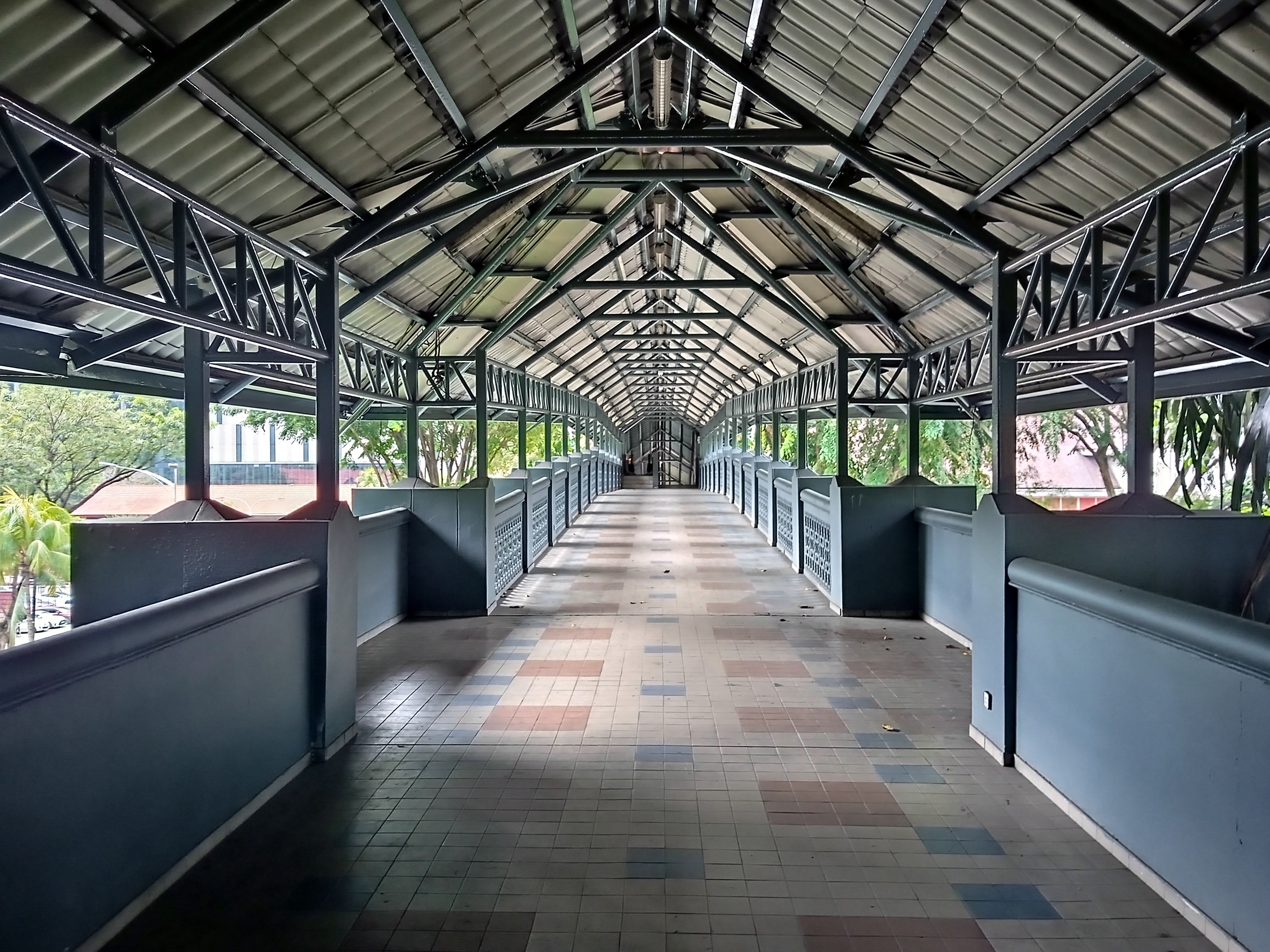
Пешеходный мост в Национальный музей